# Cari Higgins
Cari Higgins (* 5. Oktober 1976 in Boulder, Colorado) ist eine ehemalige US-amerikanische Radrennfahrerin, die vorrangig auf der Bahn aktiv war.

## Sportliche Laufbahn
Cari Higgins begann mit dem Leistungsradsport im Alter von 29 Jahren, auf Anraten ihres Mannes. Schon zwei Jahre später wurde sie US-amerikanische Meisterin im Teamsprint, mit Liz Reap-Carlson, und belegte im 500-Meter-Zeitfahren Rang drei. 2008 holte sie gleich vier nationale Titel, im Zeitfahren, im Sprint, im Keirin sowie im Teamsprint (mit Reap-Carlson). Bei den UCI-Bahn-Weltmeisterschaften 2011 in Apeldoorn wurde sie Sechste im Punktefahren, im Jahr darauf wurde sie bei der Bahn-WM Fünfte im Scratch.
2012 wurde Higgins erneut nationale Meisterin, in der Mannschaftsverfolgung mit Lauren Tamayo und Jacquelin Crowell, 2013 errang sie den Titel im Punktefahren.

## Nach dem Sport
Seit dem Ende ihrer sportlichen Laufbahn betätigt sich Cari Higgins als Immobilienmaklerin und als Assistenztrainerin des Olympic Track Development Team. Sie engagiert sich für den Erhalt des Boulder Velodromes, das 2015 erbaut und abgerissen werden soll. 2023 wurde sie Vize-Präsidentin von US Cycling und damit erste Frau im Vorstand des US-amerikanischen Radsportverbandes.

## Erfolge
2007
- US-amerikanische Meisterin – Teamsprint (mit Liz Reap-Carlson)

2008
- US-amerikanische Meisterin – Sprint, Keirin, Teamsprint (mit Liz Reap-Carlson)

2010
- US-amerikanische Meisterin – Mannschaftsverfolgung (mit Jacquelyn Crowell und Lauren Tamayo)

2013
- US-amerikanische Meisterin – Punktefahren